# Irina Begliakova
Irina Begliakova   (26 de febrer de 1933 - Moscou, 19 de març de 2018) fou una atleta russa, especialista en el llançament de disc, que va competir sota bandera soviètica durant la dècada de 1950.
El 1956 va prendre part en els Jocs Olímpics d'Estiu de Melbourne, on va guanyar la medalla de plata en la prova del llançament de disc del programa d'atletisme. Finalitzà rere la txecoslovaca Olga Fikotová.
En el seu palmarès també destaca una medalla de plata al Campionat d'Europa d'atletisme de 1954, rere la seva compatriota Nina Ponomaryeva. També guanyà una medalla d'or als International University Games de 1957 i una d'or i dues de plata en el Festival Mundial de la Joventut i els Estudiants de 1954, 1955 i 1957. No guanyà cap campionat nacional de llançament de disc, però fou segona el 1957 i tercera el 1955, 1956 i 1958.

## Millors marques
- Llançament de disc. 52,71 metres (1956)[2][6]